# Trần Thắng
Trần Thắng (陳勝; ? - 208 TCN) là thủ lĩnh đầu tiên đứng lên khởi nghĩa chống lại nhà Tần, người khởi đầu cho phong trào lật đổ nhà Tần trong lịch sử Trung Quốc. Ông người Dương Thành, tỉnh Hà Nam, Trung Quốc.

## Thuở hàn vi
Trần Thắng có tên chữ là Thiệp (涉). Lúc còn trẻ, ông nhà nghèo, thường cùng cày thuê với người ta. Theo Sử ký, có lần Trần Thiệp dừng cày trên gò, bùi ngùi một hồi lâu và nói với bạn cày:
Nếu được giàu sang, xin đừng quên nhau!
Bạn cày thuê cười, đáp:
Đã đi cày thuê còn giàu sang nỗi gì?
Trần Thắng thở dài, nói:
Than ôi! Chim én, chim sẻ làm sao biết được chí của chim hộc, chim hồng!

## Khởi nghĩa ở làng Đại Trạch

### Lính thú trễ hẹn
Tháng bảy, năm thứ nhất đời Nhị Thế (209 TCN), có 900 người bình dân các làng được đưa đi đồn thú ở Ngư Dương (漁陽 - nay thuộc Bắc Kinh), đóng lại ở làng Đại Trạch. Trần Thắng thuộc vào danh sách phải đi và làm đồn trưởng. Gặp mưa to, đường bị nghẽn, mọi người tính biết đã quá kỳ hạn. Theo pháp luật của nhà Tần, nếu những người đi lính thú quá kỳ hạn thì đều bị chém. Một người bạn cùng đi lính thú với ông là Ngô Quảng bàn với Trần Thắng rằng:
Nay nếu chúng ta trốn thì chết mà mưu việc lớn cũng chết. Cũng một cái chết cả, vậy chết cho nước có nên không?
Trần Thắng nói:
Thiên hạ khổ vì nhà Tần đã lâu rồi! Tôi nghe nói Nhị Thế là con thứ không đáng được lập làm vua, người đáng được lập là công tử Phù Tô. Phù Tô vì hay can ngăn nên vua sai đi cầm quân ở ngoài. Nay nghe phong thanh ông ta vô tội mà bị Nhị Thế giết. Trăm họ nhiều người nghe nói ông ta hiền, chưa biết ông ta chết. Hạng Yên làm tướng nước Sở, lập được nhiều công, yêu sĩ tốt, người sở đều thương. Có người nói ông ta chết, có người nói ông ta bỏ trốn. Nay nếu chúng ta giả xưng là công tử Phù Tô, Hạng Yên, đứng lên hiệu triệu thiên hạ thì chắc nhiều người hưởng ứng.
Ngô Quảng cho là phải. Hai người bèn cùng nhau đi xem bói. Ông thầy bói biết ý, nói với hai người:
Mọi việc của túc hạ đều thành, sẽ nên việc hết. Nhưng túc hạ thử "bói quỷ" xem sao.
Trần Thắng, Ngô Quảng mừng lắm. Hiểu lời ông thầy bói nghĩ đến chuyện "bói quỷ" nói:
Đấy, ông ấy bảo ta trước tiên phải mượn quỷ thần ra uy với dân chúng đấy!

### "Bói quỷ"
Theo sự bàn bạc, Trần Thắng bèn lấy son viết lên lụa trắng mấy chữ "Trần Thắng vương" , bắt một con cá tại ao hồ gần đó mà bỏ vào bụng con cá.
Có người đánh được cá. Quân lính mua cá mổ ra thấy thư ở trong bụng cá cho là quái lạ. Sau đó ông lại ngầm sai Ngô Quảng đến nơi đền, cây cối um tùm, thắp ngọn đèn lồng giả làm tiếng cáo: 
"Đại Sở hưng! Trần Thắng vương!".
Quân lính ban đêm kinh sợ. Đến sáng họ kháo nhau, đưa mắt chỉ cho nhau biết Trần Thắng.

### Phát động khởi nghĩa
Ngô Quảng tính yêu người, sĩ tốt nhiều người theo giúp. Nhân lúc viên úy say rượu, Ngô Quảng có ý mấy lần nói mình muốn bỏ trốn để cho y nổi giận, mắng nhiếc mình làm cho quân lính phẫn uất. Viên úy nhiên lấy roi đánh Ngô Quảng. Sau đó viên úy tuốt kiếm, Ngô Quảng đứng bật dậy giật kiếm và giết viên úy. Trần Thắng giúp Ngô Quảng giết chết hai viên úy. Sau đó ông tập hợp cho những người đi thú lại và nói rằng:
Các ông gặp mưa, đều đã sai kỳ hạn. Sai kỳ hạn đều bị tội chém. Dù có khỏi bị chém đi nữa, thì trong số mười người đi thú cũng chết mất sáu, bảy. Vả chăng, kẻ tráng sĩ không chết thì thôi, chứ đã chết thì phải mưu việc lớn. Vương, hầu, tướng quân, thừa tướng, há phải có dòng dõi mới làm nên sao!
Những người đi theo đều đồng thanh xin vâng lệnh.
Trần Thắng biết việc thiên hạ còn thương công tử Phù Tô bị oan vì mưu mô của Tần Nhị Thế và Triệu Cao, bèn giả xưng là công tử Phù Tô và đại tướng Hạng Yên để theo ý muốn của dân.
Tất cả vén tay áo bên phải lên xưng "Đại Sở", lập đàn thề, lấy đầu viên úy để tế. Trần Thắng tự lập làm tướng quân, Ngô Quảng làm đô úy.

## Trương Sở vương
Trần Thắng đánh làng Đại Trạch, lấy được Đại Trạch rồi đánh đất Kỳ, lấy được Kỳ. Sau đó ông sai Cát Anh đem binh chiêu hàng phía đông đất Kỳ, đánh đất Trất, Toản, Khổ, Giá, Tiều, đều lần lượt lấy được tất cả. Nhân dân căm thù chính sách tàn bạo của nhà Tần, thấy lệnh phát động khởi nghĩa của Trần Thắng đều đi theo rất đông, giết các quan lại nhà Tần để hưởng ứng. Do đó quân khởi nghĩa thu được nhiều thắng lợi.
Khi quân khởi nghĩa đánh đến huyện Trần, tức là nước Trần cũ thời Xuân Thu, thì đã có sáu, bảy trăm cỗ xe, hơn ngàn kỵ binh, quân lính mấy vạn người. Quân khởi nghĩa đánh đất Trần, quan quận thú và huyện lệnh của đất Trần đều không có mặt ở đấy, chỉ có một viên thủ thừa chiến đấu ở trong cửu lầu, đánh không nổi. Thủ thừa chết, Trần Thắng bèn chiếm cứ đất Trần. Được vài ngày, ông sai hiệu triệu các tam lão, hào kiệt để bàn bạc. Các tam lão và hào kiệt đều nói:
Tướng quân đã mang giáp dày, cầm giáo nhọn đánh kẻ vô đạo, giết nhà Tần tàn bạo, lập lại xã tắc nước Sở, công lao ấy đáng làm vương.
Trần Thiệp mang việc đó hỏi các danh sĩ mới về theo là Trương Nhĩ và Trần Dư. Hai người khuyên ông tìm người lập con cháu sáu nước chư hầu trước đây để dựng vây cánh đánh Tần chứ không nên xưng vương; sau diệt Tần mới chiếm lấy Quan Trung để làm bá chư hầu. Nhưng Trần Thắng không theo ý kiến đó.
Ông tự lập làm vương, hiệu là Trương Sở.

## Giết Cát Anh
Lúc bấy giờ, các quận huyện cực khổ vì quan lại nhà Tần, nên đều phơi bày tội trạng bọn quan cầm đầu ở đấy, giết đi để hưởng ứng Trần Thiệp.
Trần vương mời những người hào kiệt trong nước để bàn, cho Sái Tứ người Thượng Thái, ấp Phòng Quân làm thượng trụ quốc. Trước phong trào tự phát nổi dậy khắp nơi, Trần Thắng bèn cắt cử các tướng lĩnh đi tập hợp các lực lượng đó để đánh Tần.
1. Phong cho Ngô Quảng làm giả vương, chỉ huy các tướng Điền Tang, Lý Quy đem binh về hướng tây đánh Huỳnh Dương;
2. Sai Vũ Thần[6], Thiệu Tao, Trương Nhĩ, Trần Dư đi chiêu hàng nước Triệu;
3. Sai Đặng Tôn đi chiêu hàng quận Cửu Giang
4. Sai Thiệu Bình đi chiêu hàng đất Quảng Lăng.
5. Sai Tống Lưu mang quân đánh đánh lấy Nam Dương và tiến vào Quan Trung
6. Sai Chu Thị đi bình định nước Nguỵ

Bấy giờ những toán quân Sở họp nhau từng nhóm vài nghìn người tính không xuể.
Trong khi lực lượng của Trần Thắng phát triển về hướng tây thì tướng Cát Anh được ông cử đi chinh phục miền đông không biết Trần Thắng đã xưng vương. Cát Anh đi đến đất Đông Thành, tìm được Tương Cương là dòng dõi vua Sở trước đây, bèn làm Sở vương.
Sau đó Cát Anh mới nghe tin Trần vương đã lên ngôi, nên sợ bị tội, bèn giết Tương Cương và quay về báo tin với Trần Thiệp. Trần vương nổi giận, hạ lệnh giết Cát Anh.
Theo các nhà nghiên cứu, việc Trần vương giết Cát Anh là quá khắt khe và gây ra tâm trạng lo sợ của các tướng dưới quyền. Cát Anh chỉ vì không biết việc ông xưng vương nên chủ trương lập dòng dõi nước Sở cũ để thu phục thiên hạ - đây chính là cách làm mà Phạm Tăng sau này khuyên Hạng Lương để tập hợp đông đảo lực lượng đánh Tần. Giết Tương Cương và tự mình trở về, Cát Anh đã tỏ lòng trung thành với Trần vương.

## Chiến sự thất lợi
Giả vương Ngô Quảng mang quân vây Huỳnh Dương. Con thừa tướng nhà Tần Lý Tư là Lý Do làm thái thú quận Tam Xuyên giữ Huỳnh Dương, Ngô Quảng đánh nhiều lần không lấy được thành.
Lúc đó có Chu Văn là người hiền ở đất Trần, trước đây phục vụ dưới trướng của Hạng Yên và Xuân Thân quân Hoàng Yết, tự tiến cử mình với Trần Thiệp, nói rằng mình thông thạo binh pháp. Trần vương liền cấp cho Chu Văn ấn tướng quân đem binh đánh Tần.
Chu Văn đi tập hợp quân đội đến Hàm Cốc quan, có ngàn cỗ xe, mấy mươi vạn binh, đến đất Hý đóng quân. Vua Tần Nhị Thế sai quan Thiếu phủ là Chương Hàm tha cho những người làm phu dịch ở Ly Sơn và con cháu nô tỳ, đem tất cả để đánh đại quân của Sở. Quân Sở thua to. Chu Văn thua chạy ra khỏi Hàm Cốc quan, dừng lại đóng quân ở Tào Dương hai ba tháng. Chương Hàm đuổi theo đánh. Chu Văn lại thua bỏ chạy đến đóng ở Dẫn Trì hơn 10 ngày. Chương Hàm đánh Chu Văn thua to. Chu Văn tự đâm cổ chết.

## Nhân tâm chia lìa
Trong khi các cánh quân Sở đang tác chiến ngoài mặt trận, có người bạn cũ thường cùng cày thuê với Trần Thắng, nghe tin ông đã làm vua, bèn đến nước Trần và tìm gặp ông. Trần Thắng đón tiếp vào cung.
Người khách ấy ra vào cung cấm, càng ngày càng phóng túng cứ nói đến tình xưa nghĩa cũ của Trần vương. Có người hầu bàn với Trần vương:
Người khách ngu không biết gì, cứ ăn nói bừa bãi, làm giảm uy tín của ngài.
Trần vương cũng thấy bực mình với anh bạn quê mùa bèn giết đi. Những người bạn cũ của Trần vương đều kéo nhau đi. Vì vậy không ai thân với Trần vương nữa.
Trần vương cho Chu Phòng làm chức Trung chính, Hồ Vũ làm chức Tư quá, xem xét những điều sai lầm của quần thần. Các tướng chiêu hàng các nơi xong lại về phục mệnh, ai không theo mệnh lệnh thì họ trói lại và trị tội, lấy việc hà khắc để tỏ ra trung thành. Chu Phòng và Hồ Vũ thấy ai không hợp thì không cần giao cho pháp quan tra xét mà tự mình xử lấy. Trần vương tin dùng họ, vì thế các tướng chán nản, dần dần không theo mệnh lệnh của ông nữa.

## Thủ hạ ly khai, chư hầu tự lập
Cánh quân của Vũ Thần cùng Thiệu Tao, Trương Nhĩ và Trần Dư đi đánh Triệu, mấy chục thành nhiệt liệt hưởng ứng, bỏ Tần đầu hàng. Sau đó được sự giúp sức của mưu sĩ Khoái Triệt, lại thêm mấy chục thành nữa quy phục. Khi cánh quân này đến Hàm Đan, Trương Nhĩ và Trần Dư xui Vũ Thần tự lập làm Triệu vương. Vũ Thần nghe theo, tự xưng là Triệu vương, phong cho Trần Dư làm đại tướng quân, Trương Nhĩ là tả thừa tướng, Thiệu Tao là hữu thừa tướng.
Trần vương nghe tin nổi giận, bắt trói gia quyến bọn Vũ Thần định giết đi. Quan trụ quốc Sái Tứ can ngăn rằng:
Nước Tần chưa mất mà ta đã giết gia quyến vua tôi Triệu vương thì tức là gây ra một nước Tần nữa. Chi bằng nhân đó mà lập họ.
Trần vương bèn sai sứ giả đến mừng Triệu vương, đem gia quyến bọn Vũ Thần vào cung, phong con của Nhĩ là Trương Ngao làm Thành Đô Quân, giục quân Triệu mau mau vào Hàm Cốc quan. Nhưng các quan văn võ của Triệu vương bàn với nhau:
Nhà vua được làm vương ở đất Triệu, không phải ý muốn của Sở. Nếu nước Sở diệt xong nước Tần thì nhất định sẽ đem binh đánh Triệu. Không có kế gì hơn là đừng đem binh về hướng tây, sai sứ đi về hướng bắc chiêu hàng đất Yên để mở rộng thêm đất cho nước mình. Nước Triệu phía nam giữ Hoàng Hà, phía bắc lấy được đất Yên, đất Đại thì nước Sở dù có đánh thắng được Tần cũng không sao khống chế được Triệu. Nước Triệu nhân lúc Tần suy nhược có thể đắc chí với thiên hạ.
Triệu vương cho là phải. Vì vậy Triệu vương không đem binh về hướng tây, mà lại sai Hàn Quảng trước kia làm tốt sử ở Thượng Cốc đem binh về hướng bắc chiêu hàng đất Yên. Các quan lại và quý tộc cũ cùng hào kiệt ở Yên nói với Hàn Quảng:
Nước Sở đã lập vương, nước Trịêu cũng lại lập vương, nước Yên tuy nhỏ cũng là nước có vạn cỗ xe, xin tướng quân tự lập làm Yên vương.
Hàn Quảng cho là phải, tự lập làm Yên vương. Được vài tháng, nước Triệu đưa mẹ và gia quyến của Yên vương về nước Yên.
Còn tướng Chu Thị đi về hướng bắc chiêu hàng nước Nguỵ, đến đất Địch. Lúc đó người đất Địch là Điền Đam khởi nghĩa giết quan huyện lệnh đất Địch, tự lập làm Tề vương, đánh Chu Thị. Chu Thị bại trận, quân tan rã.
Chu Thị trở về đất Ngụy, bèn sai sứ về đất Trần xin với Trần vương cho đón người tông thất nước Nguỵ cũ là Ngụy Cữu về Nguỵ làm vương. Trần Thắng thấy các chư hầu đều tự lập không thể ngăn cản được nữa, cũng muốn tranh thủ lực lượng các nước này làm vây cánh cùng đánh Tần nên bằng lòng lập Ninh Lăng Quân Nguỵ Cữu làm Ngụy vương, cho Cữu về nước. Chu Thị được làm thừa tướng.

## Thua trận bị bội phản
Sau khi đánh bại cánh quân của Chu Văn, tướng Tần là Chương Hàm tiếp tục đông tiến để giải vây cho thành Huỳnh Dương. Khi đó Giả vương Ngô Quảng công phá lâu ngày không hạ được thành. Cấp dưới là Điền Tang cùng các tướng muốn mang quân ra đón đánh Chương Hàm nhưng Ngô Quảng không nghe. Điền Tang bàn với các tướng dưới quyền:
Quân của Chu Văn đã bị phá rồi, quân Tần nay mai sẽ đến, chúng ta vây thành Huỳnh Dương không lấy được, nếu quân Tần đến thì thua to. Chi bằng ta để lại ít binh đủ để giữ Huỳnh Dương thôi, còn đem tất cả tinh binh ra đón đánh quân Tần. Nay giả vương kiêu ngạo, không biết binh quyền, ta không thể cùng mưu toan với ông ta được, nếu không giết ông ta thì nhất định hỏng việc.
Họ bèn giả mệnh lệnh của Trần vương giết chết Ngô Quảng, đem đầu dâng cho Trần vương. Trần vương không còn cách nào khác, bèn sai sứ cấp cho Điền Tang ấn tín làm lệnh doãn nước Sở, cho Tang làm thượng tướng. Điền Tang bèn sai các tướng dưới quyền Lý Quy cầm quân vây thành Huỳnh Dương, còn mình đem quân tinh nhuệ đi về hướng tây đón đánh quân Tần ở Ngao Thương.
Chương Hàm kéo tới, hai bên giao chiến. Điền Tang tử trận, quân bị phá vỡ. Chương Hàm đem quân đánh quân Sở ở dưới chân thành Huỳnh Dương, phá quân Lý Quy. Lý Quy cùng các tướng tử trận.
Một cánh quân hưởng ứng của Đặng Duyệt đem binh đến đất Đàm chống Tần, biệt tướng của Chương Hàm đánh và phá quân Đặng Duyệt. Quân của Đặng Duyệt tán loạn chạy vào đất Trần. Lại một cánh quân chống Tần khác của Ngũ Từ đem binh đến đất Hứa, Chương Hàm đánh phá quân Ngũ Từ, quân của Ngũ Từ cũng bỏ chạy tán loạn vào đất Trần. Nhưng Trần vương lại nghe theo Chu Phòng và Hồ Vũ, trách tội để thua trận và giết Đặng Duyệt.
Chương Hàm sau khi đã đánh bại Ngũ Từ, đem quân đánh huyện Trần. Trụ quốc là Sái Tứ tử trận. Chương Hàm lại tiến binh đánh quân của Trương Hạ ở phía tây đất Trần. Trần vương thân hành ra đốc suất trận đánh. Quân bị đánh bại, Trương Hạ chết. Trần vương bỏ đất Trần chạy.
Tháng chạp (năm 208 TCN), Trần vương đến huyện Nhữ Âm quay về đến Hạ Thành Phụ. Người đánh xe Trang Giả giết Trần vương để đầu hàng Tần, được Chương Hàm sai giữ huyện Trần.
Trần Thắng được chôn ở đất Đường đặt thuỵ hiệu là Sở Ẩn vương. Ông làm vương tất cả sáu tháng.
Không lâu sau, người hầu cận Trần Vương là Lã Thần khởi binh ở Tân Dương, đánh chiếm lại huyện Trần, giết Trang Giả báo thù cho ông và lại gọi đất Trần là Trương Sở. Sau đó Lã Thần cùng Hạng Vũ, Lưu Bang tập hợp dưới trướng vua Sở mới là Hoài vương (dòng dõi nước Sở). Lực lượng quân Sở sau này đánh bại được Chương Hàm, tiến vào Hàm Dương tiêu diệt nhà Tần.
Khi Lưu Bang thống nhất thiên hạ (202 TCN), có giao cho ba mươi nhà giữ phần mộ Trần Thắng ở đất Đường, nhiều năm sau trong đời nhà Hán vẫn còn tế tự.

## Nhận định
Giả Nghị nhận xét về thành công của Trần Thắng: 
"Thiên hạ đã bình định, lòng Thủy Hoàng tự cho rằng Quan Trung hiểm trở kiên cố, thành đồng ngàn dặm là nghiệp đế vương vạn đời cho con cháu. Thủy Hoàng chết rồi, uy danh để lại còn vang dậy ở nước ngoài. Thế nhưng Trần Thiệp một người vốn xuất thân từ nơi nhà rách vách nát, dân ngu khu đen, trôi sông lạc chợ, tài năng không bằng con người bậc trung, không có cái hiền tài của Trọng Ni, Mặc Địch, không có cái giàu của Đào Chu, Ỷ Đốn, chen chân giữa hành lính tráng, lúi húi nơi đồng ruộng, cầm đầu bọn lính tráng mệt mỏi tan tác, đem số người chỉ độ vài trăm quay lại đánh Tần, chặt gỗ làm binh khí, giơ gậy trúc làm cờ! Thiên hạ hưởng ứng như mây họp, mang lương thực đi theo như bóng theo hình. Hào kiệt đất Sơn Đông nổi lên làm cho nhà Tần bị tiêu diệt. Ôi! Thiên hạ không phải là nhỏ yếu, đất Úng Châu, Hào Sơn, Hàm Cốc Quan vẫn kiên cố như xưa. Địa vị của Trần Thiệp không phải tôn quý hơn vua Tề, Sở, Yên, Triệu, Hàn, Nguỵ, Tống, Vệ, Trung Sơn. Cán cuốc, gậy, không phải sắc hơn liềm, giáo. Những người đi thú, không đông hơn quân của chín nước. Việc mưu sâu lo xa, phép hành quân, dụng binh, không bằng các kẻ sĩ ngày xưa."
"Thế nhưng thế cục thay đổi, công nghiệp ngược nhau. Nếu thử so sánh các nước Sơn Đông với Trần Thiệp về mặt rộng lớn, quyền lực thì thực là một trời một vực. Nhưng Tần từ một miếng đất nhỏ bé mà nắm được quyền vạn cổ xe, đè áp tám châu, bắt những nước cùng ngang hàng phải thần phục mình, đã hơn một trăm năm rồi, sau mới tóm cả sáu cõi để làm nhà, lấy Hào Sơn, Hàm Cốc Quan để làm cung. Một người xướng xuất phản đối mà bảy miếu đổ, thân chết vì tay người, bị thiên hạ cười. Tại sao? Đó là vì không lo làm điều nhân nghĩa, và cái thế đánh được nước cùng giữ nước khác nhau vậy."

## Câu nói nổi tiếng
- Vương hầu tướng tướng ninh hữu chủng hồ? (王侯將相寧有種乎!)

Tạm dịch: Vương, hầu, khanh, tướng, há cứ phải là con dòng cháu giống!!